# Viktor von Philippi
Graf Viktor von Philippi (* 1675 im Piemont; † 24. Oktober 1739) war kaiserlich habsburgischer Feldmarschall.

## Leben
Über den Beginn seiner Karriere ist nichts bekannt.
Er diente 1703 als Oberstleutnant und als General-Adjutant bei Prinzen Eugen und wurde in dessen Regiment 1711 zum Oberst befördert. Im Jahr 1717 wurde er Kommandeur des Dragonerregiments Bayreuth (später: Husarenregiment Nr. 15). Während der Belagerung von Belgrad (1717) hatte er die Ehre, dass er zum Abschluss der Kapitulation in die Festung geschickt wurde. Anschließend begleitete er mit dem Regiment am 24. August als Bedeckung die türkische Garnison über die Morava.
Nach dem Krieg wurde er am 16. Oktober 1723 zum Generalmajor befördert und 1727 Inhaber des Dragonerregiments XII.
Anschließend erhielt er eine diplomatische Verwendung. Er kam im November 1732 als kaiserlicher Gesandter an den königlich sardinischen Hof in Turin, wurde aber bereits 1733 wieder abberufen und am 8. November 1733 zum Feldmarschall-Lieutenant befördert. Im Polnischen Erbfolgekrieg nahm er mit der Hauptarmee am Rheinfeldzug teil. Er wurde am 26. April 1735 General der Kavallerie und am 22. April 1737 zum Feldmarschall ernannt.
Im 7. Türkenkrieg von 1737 kommandierte er den Anmarsch nach Nissa und bildete die Vorhut der Hauptarmee unter Feldmarschall Seckendorf. 1738 erhielt er dann den Oberbefehl über die Kavallerie. Nach der Abberufung Seckendorfs war er Oberkommandierender ad Interim, eine Aufgabe, die er dann freiwillig dem Feldmarschall Grafen Olivier Wallis überließ.
Während des Feldzuges gelang ihm am 25. Juli 1737 die Eroberung von Nissa sowie am 26. September 1737 die Einnahme der Bergfestung Usiya in Bosnien. Im Gefecht bei Kornia am 4. Juli 1738 führte er den linken Flügel, im Gefecht bei Mehadia am 15. Juli hatte er den Oberbefehl. Anschließend erkrankte er schwer und verließ die Armee kurzzeitig. Für den Feldzug 1739 kehrte er zurück und wurde wieder Oberbefehlshaber der Kavallerie. Aber schon kurz danach begab er sich krankheitsbedingt nach Wien, wo er am 24. Oktober 1739 starb.
Unter seinen Zeitgenossen galt er als ein sehr kenntnisreicher und gewandter Offizier, der aber auch als ränkesüchtig, verschlagen und zur Intrige geneigt geschildert wurde.
Philippi heiratete 1720 die spanischer Hofdame Marie Christine Rebekka von Malenthein (* 7. August 1681; † nach 1747).